# Myriam Marcotte
Myriam Marcotte (Canadá - 8 de abril de 1992) es una árbitra de fútbol canadiense internacional desde 2019.

## Participaciones
Ha participado en los siguientes torneos:
- Canadian Premier League
- Liga de Naciones de la Concacaf 2022-23
- Campeonato Femenino de la Concacaf de 2022
- Copa Mundial Femenina de Fútbol Sub-17 de 2022
- Copa Mundial Femenina de Fútbol de 2023